# Папенков
Папенков — хутор в Красногвардейском муниципальном районе Республики Адыгея России. Относится к Белосельскому сельскому поселению.

## Географическое положение
Расположен в 5 км к юго-востоку от села Красногвардейского и в 3 км к юго-западу от села Преображенского. Имеет равнинный рельеф (средние высоты — 43 — 45 метров). Средние температуры составляют -6 — -12 градусов Цельсия зимой и 18 — 40 градусов летом. Выпадает в среднем от 400 до 600 мм осадков в год. В экономике и структуре сельскохозяйственных земель хутора преобладает аграрный сектор.
С востока от хутору примыкает островной лесной массив Шараванский лес. В южной части хутора протекает ерик Чичерын.

## История
Основано в 1907 году. Название хутора произошло от фамилии одного из первопоселенцев Папенко.

## Население
| 2002 | 2010 | 2013 | 2014 | 2015 | 2016 | 2017 |
| ---- | ---- | ---- | ---- | ---- | ---- | ---- |
| 20   | ↗27  | →27  | ↗29  | ↘27  | →27  | ↘26  |
| 2018 | 2019 | 2020 | 2021 | 2023 | 2024 |      |
| →26  | →26  | ↘25  | ↘18  | ↗20  | ↘19  |      |

По переписи 1926 года в хуторе проживало 96 человек
По оценке 2003 года — 26 человек, русские.

По данным Всероссийской переписи населения 2021 года:
| Народ         | Численность, чел. | Доля от всего населения, % |
| ------------- | ----------------- | -------------------------- |
| русские       | 14                | 77,78 %                    |
| курды         | 3                 | 16,67 %                    |
| азербайджанцы | 1                 | 5,55 %                     |
| всего         | 18                | 100,0 %                    |

## Улицы
- Лесная,
- Набережная.

## Социальная сфера
Социальная инфраструктура хутора полностью разрушена. На хуторе отсутствуют свет, газ. Не работает школа и магазин.